# Prywatna praktyka (seria 1)
Ten artykuł zawiera streszczenia, a także informacje o odcinkach pierwszego sezonu serialu Prywatna praktyka. Pierwsza emisja w USA rozpoczęła się 26 września 2007.

## The Other Side of This Life, część pierwsza
- Data emisji: 3 maja 2007
- Reżyseria: Michael Grossman
- Scenariusz: Shonda Rhimes
- Aktorzy: Paul Adelstein (Dr. Cooper Freedman), Amy Brenneman (Dr. Violet Turner), Tim Daly (Dr. Pete Wilder), Taye Diggs (Dr. Sam Bennett), Merrin Dungey (Dr. Naomi Bennett), Chris Lowell (Dell).
- Gościnnie: Elizabeth Reaser (Ava/Jane Doe), Jeff Perry (Thatcher Grey), D.W. Moffett (Alan), Bellamy Young (Kathy), Raphael Sbarge (Paul), Stephanie Niznik (Carol), Tsai Chin (Helen Rubenstein), David Anders (Jim), Becky Wahlstrom (Lisa), Cameron Watson (Rick), Gary Hershberger (Doug), Parisa Fitz-Henley, (Cammy), Shavon Kirksey (Maya Bennett), With Mare Winningham (Susan Grey), And Diahann Carroll (Jane Burke).
- Tytuł: Tytuł odcinka nawiązuje do piosenki David Byrne, Peter, Paul and Mary and Jefferson Airplane.
- Oficjalny polski tytuł:"Inna strona życia część 1”

### Streszczenie
Addison wyjeżdża na urlop do Los Angeles, do swoich przyjaciół z czasów studiów. Sam i Naomi są małżeństwem, którzy założyli wspólną prywatną klinikę. Montgomery poznaje pozostałych lekarzy kliniki: Cooper, który jest pediatrą (umawia się przez Internet na randki), Peter – lekarza medycyny alternatywnej, Violet – psycholog oraz Dell – muskularny recepcjonisty. Addison przyjechała do LA, bo chce mieć dziecko, a Naomi jest najlepszym specjalistą w leczeniu bezpłodności. Po badaniach okazuje się, że ma tylko dwa jajeczka, więc jest już praktycznie bezpłodna. Naomi zachęca ją, aby pracowała w jej klinice. W czasie pobytu Addison, do kliniki przychodzi Lisa, która przedwcześnie zaczyna rodzić. Peter namiętnie całuje Montgomery, aby poprawić jej zły humor.

### Muzyka
- „Sealion” – Feist
- „Lost” – The Mary Onettes
- „Down In The Valley” – The Broken West
- „Message From Yuz” – The Switches
- „Los Angeles” – The Rosewood Thieves
- „California Sun” – Jem
- „Not Having It” – The Adored
- „Turpentine” – Brandi Carlile

## The Other Side of This Life, część druga
- Data emisji: 3 maja 2007
- Reżyseria: Michael Grossman
- Scenariusz: Shonda Rhimes
- Aktorzy: Paul Adelstein (Dr. Cooper Freedman), Amy Brenneman (Dr. Violet Turner), Tim Daly (Dr. Pete Wilder), Taye Diggs (Dr. Sam Bennett), Merrin Dungey (Dr. Naomi Bennett), Chris Lowell (Dell).
- Gościnnie: Elizabeth Reaser (Ava/Jane Doe), Jeff Perry (Thatcher Grey), D.W. Moffett (Alan), Bellamy Young (Kathy), Raphael Sbarge (Paul), Stephanie Niznik (Carol), Tsai Chin (Helen Rubenstein), David Anders (Jim), Becky Wahlstrom (Lisa), Cameron Watson (Rick), Gary Hershberger (Doug), Parisa Fitz-Henley, (Cammy), Shavon Kirksey (Maya Bennett), With Mare Winningham (Susan Grey), And Diahann Carroll (Jane Burke).
- Tytuł: Tytuł odcinka nawiązuje do piosenki David Byrne, Peter, Paul and Mary and Jefferson Airplane.
- Oficjalny polski tytuł:"Inna strona życia część 2”

### Muzyka
- „California” – A.B. O’Neill
- „Leaving In Coffins” – Psapp
- „Momma's Boy” – Tim Myers
- „You Don't Have Far To Go” – Candi Staton
- „Your Song” – Kate Walsh
- „Ain't Nothing Wrong With That” – Robert Randolph & The Family Band
- „Mojo Love” – Lay Low
- „SRXT” – Bloc Party

## Come Rain Or Come Shine: From Grey’s Anatomy To Private Practice
- Data emisji: 19 września 2007

## In Which We Meet Addison, a Nice Girl From Somewhere Else
- Data emisji: 26 września 2007
- Reżyseria: Mark Tinker
- Scenariusz: Shonda Rhimes
- Aktorzy: Kate Walsh (dr Addison Montgomery), Tim Daly (dr Peter „Pete” Wilder), Audra McDonald (dr Naomi Bennett), Taye Diggs (dr Sam Bennett), Amy Brenneman (dr Violet Turner), Paul Adelstein (dr Cooper Freedman), Chris Lowell (William „Dell” Parker), KaDee Strickland (Charlotte King).
- Tytuł: Pierwotnie odcinek miał mieć tytuł – „In Which We Meet Addison”.
- Oficjalny polski tytuł:"Addison pojawia się w Oceanside”

### Streszczenie
Addison przeprowadza się do Los Angeles. Zaczyna pracować w Oceanside Wellness Center na zaproszenie przyjaciółki, specjalistki od leczenia niepłodności, Naomi Bennett. Nieoczekiwany przyjazd Addison do kliniki nie został dobrze przyjęty, ponieważ Naomi nie powiadomiła swoich współpracowników: ex-męża – internistę Sama Bennetta, psychiatrę Violet Turner, pediatrę Coopera Freedmana i guru medycyny alternatywnej Pete’a Wildera (który jest przekonany, że Addison wróciła z powodu ich niedawnego pocałunku).

### Muzyka
- „I Don't Feel Like Dancin” – Scissor Sisters
- „California” – Brandi Carlile
- „Sad News” – Chris Garneau
- „Something's Got Me Started” – Swingly

## In Which Sam Receives an Unexpected Visitor...
- Data emisji: 3 października 2007
- Reżyseria: Tony Goldwyn
- Scenariusz: Shonda Rhimes
- Gościnnie wystąpili:Jean Sincere (Gloria Walker),Sean O’Bryan(Dave Walker),Susan Kelechi Watson (Beth), Tracey McCall (Ginger)
- Oficjalny polski tytuł:"Sam ma nieoczekiwanego gościa"

### Streszczenie
Przyjaciele robią Samowi małą niespodziankę po tym jak rozstał się z Naomi. Zapraszają do jego domu striptizerkę Ginger. O  całym zajściu dowiaduje się także Naomi, która jest trochę zazdrosna. Violet nie może się pogodzić z odejściem Allana, który ożenił się z inną kobietą. O jej byłym przypomina jej rower zamówiony z Włoch, specjalnie na urodziny Allana. Pete ma ochotę pocałować Addison, ale ona jest na niego zła za Ginger. Mówi, że jest gorszy od Coopera, który szuka dziewczyn przez internet.

### Muzyka
- „Leave Me Alone” – Frank Popp Ensemble
- „Same Mistake” – James Blunt
- „Hope for the Hopeless” – A Fine Frenzy

## In Which Addison Finds the Magic
- Data emisji: 10 października 2007
- Reżyseria: Mark Tinker
- Scenariusz: Shonda Rhimes
- Gościnnie wystąpili:Andy Milder (Doug),Christopher Wiehl (Jeffrey),Nina Siemaszko (Kathleen),Amanda Pace (Kim),Ellery Sprayberry (Sasha),Karley Scott Collins (Erin),Rachel Pace (Becky),Stacey Travis (Paige Merring)
- Oficjalny polski tytuł:"Addison odkrywa magię"

### Streszczenie
Violet nie może zapomnieć o swoim ex i znowu odsłuchuje od niego stare wiadomości. Córka Naomi, Maya, postanawia zostać cały tydzień u Sama. Dell podkochuje się w Naomi i specjalnie dla niej przynosi torty. Pete idzie na cmentarz, na grób zmarłej żony, Annie. Mówi jej, że jej nienawidził i była beznadziejna, ale nie potrafił jej uratować. Addison musi się zwrócić o pomoc do Pete’a w leczeniu świeżo poślubionej pary.

### Muzyka
- „The Mischief of Cloud 6"-  Pepe Deluxe
- „Good Girl” – Chrisette Michele
- „Save You” – Matthew Perryman Jones

## In Which Addison Has a Very Casual Get Together
- Data emisji: 17 października 2007
- Reżyseria: Arvin Brown
- Scenariusz: Shonda Rhimes
- Gościnnie wystąpili:Debra Mooney (Sylvie),Drew Osborne (Stevie Walker),Mageina Tovah (Rebecca Hogart),Parisa Fitz-Henley (Cammi)
- Oficjalny polski tytuł:"Addison organizuje przyjęcie"

### Streszczenie
Addison zaprasza wszystkich współpracowników do siebie na imprezę, ale nikt się nie pojawia. Klinikę odwiedza żona ex-chłopaka Violet, która prosi o pomoc w leczeniu niepłodności. Z jej wizyty nie jest zadowolona Violet. Sam pojawia się w swoim pierwszym talk-show promującym książkę.

### Muzyka
- „The Mischief Of Cloud 6” – Pepe Deluxe
- „Good Girl” – Chrisette Michelle
- „Save You” – Matthew Perryman Jones

## In Which Addison Finds a Showerhead
- Data emisji: 23 października 2007
- Reżyseria: Julli Anne Robinson
- Scenariusz: Shonda Rhimes
- Gościnnie wystąpili:Brett Cullen (Allan),David Newsom (Mr. Burton),Gordon Clapp (Trainer),Hannah Marks (Ruby),Shavon Kirksey (Maya Bennett),Sydelle Noel (Nicole)
- Oficjalny polski tytuł:"Addison odkrywa jak radzić sobie samemu"

### Streszczenie
Addison nie może przestać myśleć o dr Wilderze. Cooper nie był zadowolony, gdy zobaczył Allana (ex Violet), który płacił rachunki w klinice. Maya prosi o poradę lekarską Addison. Wszystko chce ukryć przed swoimi rodzicami Naomi i Samem.

### Muzyka
- „Mas Que Nada” – Sergio Mendes & Brasil '66 „Little Black
- „Sandals” – Sia
- „Look What You've Done To Me” – Sheila Skipworth

## In Which Charlotte Goes Down the Rabbit Hole
- Data emisji: 31 października 2007
- Reżyseria: David Solomon
- Scenariusz: Shonda Rhimes
- Gościnnie wystąpili:Corey Reynolds (Ray Padgett),Holliston Coleman (Tess Sullivan),Kimberly Elise (Angie Padgett),Valerie Mahaffey (Marilyn Sullivan)
- Oficjalny polski tytuł:"Charlotte wchodzi do króliczej nory"

### Streszczenie
Charlotte szuka u Pete’a pomocy w leczeniu jej bezsenności. Naomi postanawia iść na pierwszą randkę od czasów college’u. Pacjentka prosi Addison i Naomi, aby te zataiły fakt przed jej mężem, iż kobieta jest płodna. Ma ona chorobę genetyczną i nie chce mieć dzieci. Cooper podejrzewa, że nad jego pacjentką ktoś się znęca fizycznie.

### Muzyka
- „Turn My TV On” – Van Hunt
- „Lord, How Long?” – Tom McRae
- „All We Are” – Matt Nathanson

## In Which Sam Gets Taken for a Ride
- Data emisji: 14 listopada 2007
- Reżyseria: Jeffrey Melman
- Scenariusz: Shonda Rhimes
- Gościnnie wystąpili:Corey Reynolds (Ray Padgett),Holliston Coleman (Tess Sullivan),Kimberly Elise (Angie Padgett),Valerie Mahaffey (Marilyn Sullivan),Sara Gilbert (Kelly)
- Oficjalny polski tytuł:"Sam wybiera się na przejażdżkę"

### Streszczenie
Pete zwierza się Violet, że z jego żoną starali się o dziecko zanim umarła. Postanawia on bardziej zaprzyjaźnić się z Addison. Cooper i Violet zawierają przyjacielski pakt z samymi korzyściami. Sam znajduje się w niewłaściwym miejscu i w niewłaściwym czasie.

### Muzyka
- „Good Thing” – Fine Young Cannibals
- „You Have Been Loved” – Sia Furler
- „A Place We Used To Know” – Tim Myers
- „Prelude” – The Cinematic Orchestra
- „You'll Come Around” – Monkey
- „Say It's Possible” – Terra Naomi

## In Which Cooper Finds a Port in His Storm
- Data emisji: 21 listopada 2007
- Reżyseria: Mark Tinker
- Scenariusz: Shonda Rhimes
- Gościnnie wystąpili:Josh Randall (Carl),Joy Lauren (Darcy),Keiko Agena (siostra Amy),Tom Irwin (ojciec Marka)
- Oficjalny polski tytuł:"Cooper zawija do portu"

### Streszczenie
Copper nie może pójść do łóżka z Violet, gdyż uważa ją jedynie za koleżankę. Addison i Pete postanawiają razem pracować w programie „Safe Surrender”, pomagającym nastoletnim matkom. Copper umawia się na randkę z kobietą poznaną przez internet. Okazuje się nią Charlotte. Addison przyjmuje zaproszenie na randkę z pacjentem Violet – Carlem. Sam idzie do łóżka z Naomi.

### Muzyka
- „Tell Me” – Sharon Jones
- „Crazy 'bout You Baby” – Tina Turner
- „Learning As We Go” – Leona Naess

## In Which Dell Finds His Fight
- Data emisji: 5 grudnia 2007
- Reżyseria: Wandey Stanzler
- Scenariusz: Shonda Rhimes
- Gościnnie wystąpili:Christopher Wiehl (Jeffrey Recurring),David Sutcliffe (policjant Kevin Nelson),Nina Siemaszko (Kathleen),Carl Gilliard (Desk Sergeant),Geoffrey Blake (Grossman),George Segal (dziadek Della),Jocko Sims (Adam)
- Oficjalny polski tytuł:"Dell znajduje swój cel"

### Streszczenie
Sam namiętnie całuje Naomi przy wszystkich lekarzach, dając do zrozumienia Dell'owi, że Naomi jest tylko jego. Cooper godzi się z Violet. Addison poznaje sympatycznego policjanta. Sam i Naomi postanawiają jeszcze raz spróbować być parą.

### Muzyka
- „Ride Your Pony” – The Meters
- „The Sun Will Rise” – Brendon James
- „Can't Get You Out Of My Mind” – Sonya Kitchell